# Hybomitra akiyamai
Hybomitra akiyamai är en tvåvingeart som beskrevs av Murdoch och Takahasi 1969. Hybomitra akiyamai ingår i släktet Hybomitra och familjen bromsar. Inga underarter finns listade i Catalogue of Life.